# Lista över offentlig konst i Värmdö kommun
Lista över offentlig konst i Värmdö kommun är en ofullständig förteckning över främst utomhusplacerad offentlig konst i Värmdö kommun. 
| Titel                        | Konstnär(er)       | Årtal | Beskrivning                                                          | Typ - material                          | Stadsdel/ort | Plats Koordinater                                       | Bild             |
| ---------------------------- | ------------------ | ----- | -------------------------------------------------------------------- | --------------------------------------- | ------------ | ------------------------------------------------------- | ---------------- |
| Man vet aldrig vad som växer | Roland Persson     | 2011  |                                                                      |                                         |              | Viks skola koordinater saknas                           |                  |
| Ett steg ur tiden            | Paul Hoff          | 1998  | stengodset formar en halv vas vars andra halva är utskuren ur stålet | skulptur - cortenstål, betong, stengods | Gustavsberg  | Gustavsbergsvägen (Gustavsbergs kyrka) 59.3261, 18.3856 |                  |
| Dotter                       | Hanna Beling       | 2006  |                                                                      |                                         | Gustavsberg  | Skogsbo, kommunhus koordinater saknas                   |                  |
| Axel Sjöberg                 | Carl Eldh          | 1909  | skulptur av konstnären Axel Sjöberg                                  | skulptur - brons                        | Sandhamn     | Tullhuset i Sandhamn 59.28947, 18.91478                 | Axel Sjöberg     |
| Wilhelm Odelberg             | Carl Milles        | 1930  | byst av brukspatronen Wilhelm Odelberg                               | byst - svart granit                     | Gustavsberg  | Odelbergs väg 11 59.3244, 18.3826                       | Wilhelm Odelberg |
| Hylas                        | Carl Milles        | 1899  |                                                                      |                                         |              | Kvarnbergsskolan koordinater saknas                     |                  |
| Maria hår, Maria mantel      | Gunilla Kihlgren   | 2005  |                                                                      | Skulptur                                | Saltsjö-Boo  | koordinater saknas                                      |                  |
| Stella och Watson            | Aline Magnusson    | 1992  | häst med fölunge                                                     | Skulpturgrupp - brons                   | Gustavsberg  | uppe på berget intill Vitmossevägen 59.3157, 18.412     |                  |
| Ben                          | Sirous Namazi      | 2012  |                                                                      | skulptur - brons                        | Gustavsberg  | framför ingången till Artipelag koordinater saknas      | Ben              |
| Okänd titel                  | Maria Miesenberger | 2012  | figur i svartpatinerad brons uppe på Artipelags tak                  | skulptur - brons                        | Gustavsberg  | på taket till Artipelag koordinater saknas              |                  |
| Okänd titel                  | Maria Miesenberger | 2012  | lutande figur i svartpatinerad brons                                 | skulptur - brons                        | Gustavsberg  | utanför Artipelag koordinater saknas                    |                  |